# Capitoli di Welcome to Demon School! Iruma-kun
Questa è la lista dei capitoli di Welcome to Demon School! Iruma-kun, manga scritto e disegnato da Osamu Nishi dal 2 marzo 2017 sulla rivista shōnen Weekly Shōnen Champion edita da Akita Shoten ed è tuttora in corso. 
I capitoli vengono raccolti in formato tankōbon a partire dal 7 luglio 2017; al 7 agosto 2025 questi ammontano a quarantaquattro. 
Sono inoltre presenti i capitoli di Makai no shuyaku wa wareware da!  (魔界の主役は我々だ！?), spin-off del manga scritto da Koneshima, disegnato da Atsushi Tsudanuma e serializzato su Weekly Shōnen Champion dal 9 gennaio 2020 al 16 ottobre 2024.

## Lista volumi

### Welcome to Demon School! Iruma-kun
| 1  | 7 luglio 2017 | ISBN 978-4-253-22516-8 |
| 1  | Capitoli (traduzioni letterali dei titoli) - 1. Benvenuto alla scuola dei demoni (悪魔学校の入間くん?, Akuma gakkō no Iruma-kun) - 2. Evocare un famiglio! (``使い魔``召喚！?, "Tsukaima" shōkan!) - 3. Iruma e Clara (入間とクララ?, Iruma to Kurara) - 4. Demoni amici (悪魔のお友達?, Akuma no o tomodachi) - 5. Abnormal Class (問題児クラス?, Abunōmaru Kurasu) - 6. Inizia la gara volante! (飛行レース開始！?, Hikō Rēsu Sutāto!) - 7. Colui che aspira a essere il re dei demoni (魔王を目指す者?, Maō o mezasu mono) |                        |
| 2  | 6 ottobre 2017 | ISBN 978-4-253-22517-5 |
| 2  | Capitoli (traduzioni letterali dei titoli) - 8. L'anello della gola (悪食の指輪?, Akujiki no yubiwa) - 9. Ognuno ha una lezione di magia (みんなで魔術授業！?, Minna de majutsu jugyō!) - 10. La teoria di Ameri (アメリの仮説?, Ameri no kasetsu) - 11. Primo ricordo d'amore (初恋メモリー?, Hatsukoi Memorī) - 12. Il "sogno" di Iruma (入間の“夢”?, Iruma no "yume") - 13. La determinazione di Iruma (入間の決意?, Iruma no ketsui) - 14. Un grande sforzo (高鳴る努力?, Takanaru doryoku) - 15. Feroce battaglia con l'esecuzione a palla di cannone!! (激闘、処刑玉砲！！?, Gekitō, shokei gyoku-hō!!) - 16. Il primo passo avanti (踏み出す一歩！?, Fumidasu ippo!) |                        |
| 3  | 8 dicembre 2017 | ISBN 978-4-253-22518-2 |
| 3  | Capitoli (traduzioni letterali dei titoli) - 17. Incantato da Clara (クララにメロメロ?, Kurara ni mero mero) - 18. La sfida dei combattenti (師団の挑戦?, Batora no chōsen) - 19. Rookie Hunt (1年生争奪戦♡?, Rūkī Hanto♡) - 20. Il demone senza energia magica (魔力がない悪魔?, Maryoku ga nai akuma) - 21. Divisione di ricerca sugli strumenti magici (魔具研究師団?, Ma-gu kenkyū batora) - 22. Un tutt'uno con i famigli ♪ (使い魔といっしょ♪?, Tsukaima to issho♪) - 23. 13 Dinner (13冠の集い?, Sātīn Dinā) - 24. Il debutto in battaglia (師団のお披露目?, Batora no o hirome) - 25. Coloro che si preparano (準備する者たち?, Junbi suru mono-tachi) |                        |
| 4  | 8 febbraio 2018 | ISBN 978-4-253-22519-9 |
| 4  | Capitoli (traduzioni letterali dei titoli) - 26. La stanza nascosto di Kirio (キリヲの隠し部屋?, Kiriwo no kakushibeya) - 27. Due piume dello stesso uccello (似た者どうし?, Nita mono-dōshi) - 28. L'inizio della vigilia del festival (前夜祭の始まり?, Zen'yasai no hajimari) - 29. L'ambizione immagazzinata (溜め込んだ野心?, Tamekonda yashin) - 30. Il labirinto di Kirio (キリヲの迷路?, Kiriwo no meiro) - 31. Clara la capitana della squadra e Azu il comandante (クララ兵隊長とアズ指揮官?, Kurara heitai-chō to Azu shiki-kan) - 32. Desideri dal cuore (心から望むもの?, Kokoro kara nozomu mono) - 33. Espressione disperata (絶望の表情?, Zetsubō no kao) - 34. Lo scoppio del potere magico (魔力の解放?, Maryoku no kaihō)                                                                                                |                        |
| 5  | 8 maggio 2018 | ISBN 978-4-253-22520-5 |
| 5  | Capitoli (traduzioni letterali dei titoli) - 35. Non rinunciare mai a nulla (全部拾いたい?, Zenbu hiroitai) - 36. Passare del tempo con la famiglia (家族との時間?, Kazoku to no jikan) - 37. Encomio glorioso (栄えある表彰?, Hae aru hyōshō) - 38. Trattamento umano (人間の処遇?, Ningen no shogū) - 39. Sincera battaglia di cucina!! (真心料理バトル！！?, Magokoro ryōri Batoru!!) - 40. Dem-dol Kuromu! (アクドルくろむちゃん！?, Akudoru Kuromu-chan!) - 41. Trascuratezza (つい、うっかり?, Tsui, ukkari) - 42. Un impatto scintillante (キラキラの衝撃?, Kirakira no shōgeki) - 43. Per qualcuno (誰かのために?, Dare ka no tame ni) |                        |
| 6  | 6 luglio 2018 | ISBN 978-4-253-22548-9 |
| 6  | Capitoli (traduzioni letterali dei titoli) - 44. Come usare la magia (魔術の使い方?, Majutsu no tsukai kata) - 45. Il mistero dell'anello (指輪の秘密?, Yubiwa no himitsu) - 46. La decisione di Ameri (アメリの決断?, Ameri no ketsudan) - 47. Il demoniaco consiglio studentesco (鬼の生徒会?, Oni no seito-kai) - 48. L'eroina fatiscente (崩れる女傑?, Kuzureru joketsu) - 49. La fanciulla demone (乙女な悪魔?, Otome na akuma) - 50. L'affascinante Ronove (カリスマのロノウェ?, Karisuma no Ronowe) - 51. Traboccante di sentimenti (こぼれる想い?, Koboreru omoi) - 52. La scena del presidente del consiglio studentesco (生徒会長の眺め?, Seito kaichō no nagame) |                        |
| 7  | 7 settembre 2018 | ISBN 978-4-253-22549-6 |
| 7  | Capitoli (traduzioni letterali dei titoli) - 53. Ambizione rinnovata (新たな野望?, Arata na yabō) - 54. L'esatto opposto di Iruma (正反対の入間?, Seihantai no Iruma) - 55. Royal One (王の教室?, Roiyaru Wan) - 56. Abnormal Classmates (問題児な同級生?, Abunōmaru na Kurasumeito) - 57. Gli insegnanti di Babyls (悪魔学校の教師たち?, Babirasu no kyōshi-tachi) - 58. Demoni eccezionali (優れた悪魔?, Sugureta akuma) - 59. Un miracolo di pagliacci (道化師の奇跡?, Dōke-shi no kiseki) - 60. Le reliquie di Derkila (デルキラの遺物?, Derukira no ibutsu) - 61. Un futuro tanto atteso (待ち望む未来?, Machinozomu mirai) |                        |
| 8  | 8 novembre 2018 | ISBN 978-4-253-22550-2 |
| 8  | Capitoli (traduzioni letterali dei titoli) - 62. Studi diabolici (魔界のお勉強?, Makai no o benkyō) - 63. La classe di Balam (バラムの授業?, Baramu no jugyō) - 64. Un fatto scioccante (衝撃の事実?, Shōgeki no jijitsu) - 65. La gioia di imparare (学びの楽しさ?, Manabi no tanoshi-sa) - 66. Esame finale (終末テスト?, Shūmatsu Tesuto) - 67. Girls Talk (ガールズトーク?, Gāruzu Tōku) - 68. Le visite a domicilio del professor Kalego (カルエゴ先生の家庭訪問?, Karuego sensei no katei hōmon) - 69. Godiamoci i nostri ultimi giorni (終末日の過ごし方?, Shūmatsu hi no sugoshi kata) - 70. Walter Park (ウォルターパーク?, Worutā Pāku) |                        |
| 9  | 8 febbraio 2019 | ISBN 978-4-253-22559-5 |
| 9  | Capitoli (traduzioni letterali dei titoli) - 71. Tutti compagni di giochi (みんなの遊び相手?, Minna no asobi aite) - 72. Occhi penetranti (するどい眼差し?, Surudoi manazashi) - 73. La prigione di Wlavoas (ウラボラス監獄?, Uraborasu kangoku) - 74. Il piano delle sei dita (六指衆の計画?, Musashino-shū no keikaku) - 75. L'incursione di bestie demoniache (魔獣襲撃?, Majū shūgeki) - 76. Un passato affidabile (頼れる背中?, Tayoreru senaka) - 77. Il nome di questa sensazione (この感情の名前は?, Kono kanjō no namae wa) - 78. L'orgoglio del fratello maggiore (アニキとしての矜持?, Aniki to shite no kyōji) - 79. Ruggito di vittoria (勝利を喚ぶ轟音?, Shōri o yobu gōon) |                        |
| 10 | 8 aprile 2019 | ISBN 978-4-253-22560-1 |
| 10 | Capitoli (traduzioni letterali dei titoli) - 80. Quale è più forte? (どっちが強い？?, Docchi ga tsuyoi?) - 81. La fanciulla invincibile (最強無敵の乙女?, Saikyō muteki no otome) - 82. Il duo combattente (勝負する2人?, Shōbu suru futari) - 83. La lancia indistruttibile (最強の矛?, Saikyō no hoko) - 84. Il gargoyle scopre le sue zanne (牙を剥く守護神?, Kiba o muku Gāgoiru) - 85. L'inganno definitivo (最後のあがき?, Saigo no agaki) - 86. La mia ambizione (僕の欲?, Boku no yoku) - 87. Nemico predestinato (運命の天敵?, Unmei no teki) - 88. Con un luccichio (キラキラと?, Kirakira to) |                        |
| 11 | 7 giugno 2019 | ISBN 978-4-253-22891-6 |
| 11 | Capitoli (traduzioni letterali dei titoli) - 89. La casa di Clara (クララのお家?, Kurara no o uchi) - 90. Sabbath (サバト?, Sabato) - 91. Il galateo del demone (悪魔の礼儀?, Akuma no reigi) - 92. Magical Street (マジカルストリート?, Majikaru Sutorīto) - 93. Colui che controlla gli inferi (魔界を統べる者?, Makai o suberu mono) - 94. Appuntamento da sogno (夢見るデート?, Yume miru Deito) - 95. Il nuovo semestre dell'Abnormal Class (問題児クラスの新学期?, Abunōmaru Kurasu no shin gakki) - 96. Il piano del tutore (講師陣のプラン?, Kōshi-jin no Puran) - 97. Bachiko (バチコ?, Bachiko) |                        |
| 12 | 6 settembre 2019 | ISBN 978-4-253-22892-3 |
| 12 | Capitoli (traduzioni letterali dei titoli) - 098. Storie raccapriccianti (おぞましい話?, Ozomashī hanashi) - 099. Arma incompatibile per i demoni (悪魔に向かない武器?, Akuma ni mukanai buki) - 100. I veri sentimenti di Iruma (入間の本音?, Iruma no honne) - 101. Studenti eccellenti (素晴らしい生徒達?, Subarashī seito-tachi) - 102. Before→After (Before→After?, Before→After) - 103. L'inizio della festa del raccolto (収穫祭の狼煙?, Shūkaku-sai no noroshi) - 104. Il forte (ツワモノ揃い?, Tsuwamono zoroi) - 105. I demoni astuti (狡猾な悪魔?, Kōkatsu na akuma) - 106. Tattiche demoniache (悪魔の駆け引き?, Akuma no kakehiki) |                        |
| 13 | 8 ottobre 2019 | ISBN 978-4-253-22893-0 |
| 13 | Capitoli (traduzioni letterali dei titoli) - 107. Survival High (サバイバル・ハイ?, Sabaibaru Hai) - 108. Diabolicamente puro (魔性のピュア?, Mashō no Pyua) - 109. La scatola dei giocattoli di Clara (クララのおもちゃ箱?, Kurara no omochabako) - 110. Una notte di urla (叫び声の響く夜?, Sakebigoe no hibiku yoru) - 111. Possiamo farci 100 alleati (お仲間１００人できるかな?, O nakama hyaku-nin dekiru ka na) - 112. Allievi preziosi (自慢の弟子たち?, Jiman no deshi-tachi) - 113. La provocazione del fratello Dorodoro (ドロドロ兄弟の挑発?, Dorodoro kyōdai no chōhatsu) - 114. Il maestro del campo di battaglia (戦場の師匠?, Senjō no shishō) - 115. La fase malvagia di Azz (悪周期のアズ?, Aku shūki no Azu) |                        |
| 14 | 6 dicembre 2019 | ISBN 978-4-253-22894-7 |
| 14 | Capitoli (traduzioni letterali dei titoli) - 116. Strategia di ribaltamento (一発逆転の策?, Ippatsugyakuten no saku) - 117. Kerori la regina delle bestie (獣女王ケロリ?, Kemono Kuīn Kerori) - 118. L'Iruma che conosco (私の知るイルマは?, Watashi no shiru Iruma wa) - 119. Studenti a caccia (生徒狩り?, Seitogari) - 120. Il seme dell'inizio (始まりのタネ?, Hajimari no tane) - 121. Thoth il demone (魔人トートー?, Majin Tōtō) - 122. Torniamo indietro (帰りましょう?, Kaerimashō) - 123. Parole che non potevo dire (ずっと言わなかった言葉?, Zutto iwanakatta kotoba) - 124. I desideri alla deriva (願いを弓に?, Negai o yumi ni) |                        |
| 15 | 8 gennaio 2020 | ISBN 978-4-253-22895-4 |
| 15 | Capitoli (traduzioni letterali dei titoli) - 125. Il giovane re (若き魔王?, Wakaki maō) - 126. La mia magia (僕だけの魔術?, Boku dake no majutsu) - 127. L'agonia di Lied (リードの苦悩?, Rīdo no kunō) - 128. Un cuore turbato (乱れるハート?, Midareru Hāto) - 129. Andiamo a prenderlo (もらっちゃいましょう?, Moracchaimashō) - 130. La grande guerra dell'Abnormal Class (問題児クラス大戦?, Abunōmaru Kurasu taisen) - 131. Prigionieri del fascino (色香の虜?, Iroka no toriko) - 132. Cuore agitato (ざわつく心?, Zawatsuku kokoro) - 133. Il valore di un arciere (弓使いの真価?, Yumitsukai no shinka) |                        |
| 16 | 8 aprile 2020 | ISBN 978-4-253-22896-1 |
| 16 | Capitoli (traduzioni letterali dei titoli) - 134. Sentimenti affidati (託される想い?, Takusareru omoi) - 135. La festa della fine del raccolto (収穫祭の終わり?, Shūkaku-sai no owari) - 136. Legendary Leaf (伝説のリーフ?, Rejendo Rīfu) - 137. Il vincitore (優勝者?, Yūshō-sha) - 138. Le condizioni per la fioritura (開花の条件?, Kaika no jōken) - 139. Lode (褒め言葉?, Homekotoba) - 140. Bentornato a casa (お帰り?, O kaeri) - 141. Cari amici (トモダチへの言葉?, Tomodachi e no kotoba) - 142. Esposizione (タネ明かし?, Tane akashi) |                        |
| 17 | 8 giugno 2020 | ISBN 978-4-253-22897-8 |
| 17 | Capitoli (traduzioni letterali dei titoli) - 143. Un onesto corso di cucina! (真心クッキング教室！?, Magokoro kukkingu kyōshitsu!) - 144. Amici (悪友?, Akuyū) - 145. Il banchetto degli insegnanti (教師陣の宴?, Kyōshi-jin no utage) - 146. Il mondo dei demoni nel caos (魔界の揺らぎ?, Makai no yuragi) - 147. Un altro demone (もう1人の悪魔?, Mō hitori no akuma) - 148. Purson Soi (プルソン・ソイ?, Puruson Soi) - 149. La melodia di Pixie (ピクシーの音?, Pikushī no ne) - 150. Egoista (ワガママ?, Wagamama) - 151. I 13 sfidanti (13人の挑戦?, Jū-san-nin no chōsen) |                        |
| 18 | 8 settembre 2020 | ISBN 978-4-253-22898-5 |
| 18 | Capitoli (traduzioni letterali dei titoli) - 152. La parta del consiglio studentesco (生徒会の行進?, Seito-kai no parēdo) - 153. Hell Dance (地獄踏み?, Heru Dansu) - 154. Un'essenza di Dem-dol (アクドルの真髄?, Akudoru no shinzui) - 155. Il piano degli inferi (魔界のピアノ?, Makai no Piano) - 156. Lilith Carpet (リリス・カーペット?, Ririsu Kāpetto) - 157. Amici (おトモダチ?, O tomodachi) - 158. Corteggiamento (求愛?, Kyūai) - 159. Il futuro d'ora in poi (これからの未来?, Korekara no saki) - 160. Anche se non possiamo vederlo (見えないけど?, Mienaikedo) |                        |
| 19 | 8 dicembre 2020 | ISBN 978-4-253-22899-2 |
| 19 | Capitoli (traduzioni letterali dei titoli) - 161. Assedio alla lode (褒め円陣?, Home misa) - 162. Chiacchierando (おしゃべり?, O shaberi) - 163. Amduscias (アムドゥスキアス?, Amudusukiasu) - 164. Dichiarazione di guerra (宣戦布告?, Sensen fukoku) - 165. Il festival della musica!! (音楽祭、本番！！?, Ongaku-sai, honban!!) - 166. Il percorso che scegli (あなたの選ぶ道?, Anata no erabu michi) - 167. Il suono dell'attesa (期待の音?, Kitai no oto) - 168. Abnormal Class ~Lilith Carpet~ (問題児クラス〜リリス・カーペット〜?, Abunōmaru kurasu ~Ririsu kāpetto~) |                        |
| 20 | 8 marzo 2021 | ISBN 978-4-253-22900-5 |
| 20 | Capitoli (traduzioni letterali dei titoli) - 169. Il suono del re dei demoni (魔王の音?, Maō no oto) - 170. Il saluto ai vincitori (勝利の祝砲?, Shōri no shukuhō) - 171. Un grande banchetto (偉業の宴?, Igyō no utage) - 172. 13 Abnormal (13人の問題児?, Jū-san-nin no Abunōmaru) - 173. Gli occhi (瞳の奥?, Hitomi no oku) - 174. Demoni in bianco e nero (白と黒の悪魔?, Shiro to kuro no akuma) - 175. Il compagno di Iruma (入間の相棒?, Iruma no aibō) - 176. Il trio d'amore (大好き軍団?, Daisuki Torio) - 177. 2 amici (２人の友?, Futari no tomo) |                        |
| 21 | 8 aprile 2021 | ISBN 978-4-253-22911-1 |
| 21 | Capitoli (traduzioni letterali dei titoli) - 178. L'incontro delle anime gemelle (シンユー会議?, Shin'yū kaigi) - 179. 1 anno di distanza (1年間の距離?, Ichi-nenkan no kyori) - 180. 1 cm di distanza (1センチの距離?, Issenchi no kyori) - 181. L'incontro di Lied (リードのイチャコラ会議?, Rīdo no ichakora kaigi) - 182. L'ordine del mondo dei demoni (ヒナドリ?, Hinadori) - 183. I riti demoniaci di Iruma Suzuki (鈴木入間”降魔の儀”?, Suzuki Iruma "kōma no gi") - 184. Una promessa a Kerori (ケロリとの約束?, Kerori to no yakusoku) - 185. I giochi di Dem-dol (アクドル大武闘会?, Akudoru dai undō-kai) - 186. Team "Devimuse" (チーム『デビムス』?, Chīmu "Debimusu") |                        |
| 22 | 8 giugno 2021 | ISBN 978-4-253-22912-8 |
| 22 | Capitoli (traduzioni letterali dei titoli) - 187. In corsa per la vittoria (全力疾走?, Zenryoku shissō) - 188. Il ruggito di Lindy (吠えるリンディ?, Hoeru Rindi) - 189. Il pergolato carino più forte (最強キュートな弓使い?, Saikyō Kyūto na yumitsukai) - 190. Il milionario e il gioiello (富豪と宝石?, Fugō to hōseki) - 191. In fanclub di Irumi!! (イルミ応援団！！?, Irumi ōen-dan!!) - 192. Gyari l'avido (欲しがりギャリー?, Hoshi-gari Gyarī) - 193. La voce di Chima (チマの声?, Chima no koe) - 194. Un inferno roccioso (あくまでロック?, Akumade Rokku) - 195. Una diva arrogante (傲慢の歌姫?, Gōman no utahime) |                        |
| 23 | 6 agosto 2021 | ISBN 978-4-253-22913-5 |
| 23 | Capitoli (traduzioni letterali dei titoli) - 196. La passione nell'avidità (強欲の情熱?, Gōyoku no jōnetsu) - 197. La vigilia del demone (月を越して?, Tsuki o koshite) - 198. Abnormal Break (問題児な無礼講?, Abunōmaru na Bureikō) - 199. Il servo del mondo dei demoni (魔界の献身者?, Makai no kenshin-sha) - 200. L'adunata degli eroi (集いし英傑?, Tsudoishi eiketsu) - 201. L'incontro dei tre pronipoti (三傑孫会議?, San-ketsu mago kaigi) - 202. Spice (スパイス?, Supaisu) - 203. Il cibo per i giovani (若葉には大いなる糧を?, Wakaba ni wa ōinaru kate o) - 204. Sotto la luce del sole (こもれびまたいで?, Komorebi mataide) |                        |
| 24 | 8 novembre 2021 | ISBN 978-4-253-22914-2 |
| 24 | Capitoli (traduzioni letterali dei titoli) - 205. Parlando del re demone (魔王談義?, Maō dangi) - 206. I leoni d'oro (金獅子たち?, Kinjishi-tachi) - 207. La via del re demone (魔王への道?, Maō e no michi) - 208. Infiltrarsi nel dormitorio dell'insegnante (教師寮へ潜入せよ?, Kyōshi ryō e sennyū seyo) - 209. Un nuovo membro (新メンバー?, Shin Menbā) - 210. Tale padrone, tale famiglio (主に似るは魔界の摂理?, Aruji ni niru wa makai no setsuri) - 211. Tra amici (親しき仲にも?, Shitashiki naka ni mo) - 212. Dai padroni (師匠より?, Shishō yori) - 213. Il regalo più lussuoso (一番豪華な餞を?, Ichiban gōka na hanamuke o) |                        |
| 25 | 7 gennaio 2022 | ISBN 978-4-253-22915-9 |
| 25 | Capitoli (traduzioni letterali dei titoli) - 214. Benvenuto a Babyls (ようこそ悪魔学校へ?, Yōkoso Babirusu e) - 215. Inizia un nuovo anno (新たなる1年?, Aratanaru ichi-nen) - 216. La ragione più importante (一番の理由は?, Ichiban no riyū wa) - 217. Le 13 ore di Kalego Naberius (prima parte) (ナベリウス・カルエゴとの13時間前編?, Naberiusu karuego to no jū-san-jikan zenpen) - 218. Le 13 ore di Kalego Naberius (seconda parte) (ナベリウス・カルエゴとの13時間中編?, Naberiusu Karuego to no jū-san-jikan chūhen) - 219. Le 13 ore di Kalego Naberius (parte finale) (ナベリウス・カルエゴとの13時間?, Naberiusu Karuego to no jū-san-jikan) - 220. Un nuovo pezzo (新たなるピース?, Aratanaru Pīsu) - 221. Piacere di conoscerti (はじめまして?, Hajimemashite) - 222. La fine del discorso (語らいの末に?, Katarai no sue ni) |                        |
| 26 | 7 aprile 2022 | ISBN 978-4-253-22916-6 |
| 26 | Capitoli (traduzioni letterali dei titoli) - 223. I demoni in erba si riuniscono (集う若魔?, Tsudou jaku ma) - 224. Demoni esaltati (たかぶる悪魔たち?, Takaburu akuma-tachi) - 225. Iniziare con un forte suono (高らかなる開催の音?, Takarakanaru kaisai no oto) - 226. Per il bene dei nostri preziosi studenti (かわいい生徒のためならば?, Kawaī seito no tamenaraba) - 227. Team Valac (チーム・ウァラク?, Chīmu Waraku) - 228. A cosa serve la mia abilità (私の能力は?, Watashi no nōryoku wa) - 229. Non accadrà una rissa se vieni preso a calci (一蹴されればケンカは起きず?, Isshū sa rereba kenka wa okizu) - 230. Sei ancora immaturo (まだまだ未熟?, Madamada mijuku) - 231. Position Battle (ポジションバトル?, Pojishon Batoru)                                                                                             |                        |
| 27 | 8 giugno 2022 | ISBN 978-4-253-22917-3 |
| 27 | Capitoli (traduzioni letterali dei titoli) - 232. Lieto di conoscerti (よろしくね?, Yoroshiku ne) - 233. Nascondiglio (かくれんぼ?, Kakurenbo) - 234. Una parte del mondo (世界の一部?, Sekai no ichibu) - 235. Eliminato (敗退?, Haitai) - 236. SOS (SOS?) - 237. La squadra ideale (理想のチーム分け?, Risō no Chīmu wake) - 238. Il mio attacco speciale (私の得意技?, Watashi no tokui-waza) - 239. Cultura ed educazione (教養と教育?, Kyōyō to kyōiku) - 240. Il fiore della vita (人生讃花?, Jinsei sanka) |                        |
| 28 | 8 agosto 2022 | ISBN 978-4-253-22918-0 |
| 28 | Capitoli (traduzioni letterali dei titoli) - 241. Blu e viola (青と紫?, Ao to murasaki) - 242. La scelta degli Abnormal (問題児の決断?, Abunōmaru no ketsudan) - 243. Il demone Caim Kamui (カイム・カムイという悪魔?, Kaimu Kamui to iu akuma) - 244. Il divario d'amore (好きあり?, Suki ari) - 245. I demoni che gridano il loro amore (愛を叫ぶ悪魔たち?, Ai o sakebu akuma-tachi) - 246. L'aiutante del demone (悪魔的助太刀?, Akuma-teki sukedachi) - 247. Il più grande climax (佳き境目?, Yoki sakaime) - 248. Arciere in agguato (望む弓使い?, Nozomu yumitsukai) - 249. Se cadi sette volte, rialzati otto volte (七転び八起き?, Nanakorobiyaoki) |                        |
| 29 | 6 ottobre 2022 | ISBN 978-4-253-22919-7 |
| 29 | Capitoli (traduzioni letterali dei titoli) - 250. La negligenza è la tua più grande nemisi (油断大大敵?, Yudan dai taiteki) - 251. Un modo semplice (楽なやり方?, Rakuna yarikata) - 252. Punto cieco (ふし穴?, Fushi ana) - 253. Silenzio e liberazione (沈黙と解放?, Chinmoku to kaihō) - 254. Dichiarazione (申し上げます?, Mōshiagemasu) - 255. 2 persone che si guardano negli occhi (のぞき合う2人?, Nozoki au futari) - 256. Cercare il male (悪を求めよ?, Aku o motomeyo) - 257. Il richiamo del dolore (痛みが呼んでいる?, Itami ga yonde iru) - 258. Picaresque (ピカレスク?, Pikaresuku) |                        |
| 30 | 8 dicembre 2022 | ISBN 978-4-253-22920-3 |
| 30 | Capitoli (traduzioni letterali dei titoli) - 259. Raduno (召集?, Shōshū) - 260. Unire le forze (合流?, Gōryū) - 261. Traditore (裏切り者?, Uragirimono) - 262. Amico o nemico? (敵か味方か?, Teki ka mikata ka) - 263. Quattro (クワトル?, Kuwatoru) - 264. L'ultima campana (終幕の鐘?, Shūmaku no kane) - 265. Sopravvissuto (生存者たち?, Seizonshatachi) - 266. Promosso (昇る悪魔?, Noboru akuma) - 267. Cerimonia d'apertura (こけら落とし?, Kokeraotoshi) |                        |
| 31 | 8 marzo 2023 | ISBN 978-4-253-28331-1 |
| 31 | Capitoli (traduzioni letterali dei titoli) - 268. Il più famoso (一番の人気者?, Ichiban no ninki-sha) - 269. Quella bella ragazza (クールなあの娘?, Kūruna anomusume) - 270. Ecco perché ya (ですんじゃ?, Desunja) - 271. Destinazione (見すえる先?, Misueru saki) - 272. Goemon Garp (prima parte) (ガープ・ゴエモン 前編?, Gāpu Goemon zenpen) - 273. Goemon Garp (seconda parte) (ガープ・ゴエモン 後編?, Gāpu Goemon kōhen) - 274. La panacea è amara in bocca (万能薬は口に苦し?, Man'nōyaku wa kuchi ni kurushi) - 275. La posizione del funambolismo (綱渡りの立ち位置?, Tsunawatari no tachi ichi) - 276. Nei panni dell'insegnante (教師として?, Kyōshi to shite) |                        |
| 32 | 8 giugno 2023 | ISBN 978-4-253-28332-8 |
| 32 | Capitoli (traduzioni letterali dei titoli) - 277. Insegnante d'opera (オペラ先生?, Opera sensei) - 278. Il numero del diavolo (悪魔の数字?, Akuma no sūji) - 279. Prendiamolo (頂きましょう?, Itadakimashō) - 280. Partecipante (参戦者?, Sansensha) - 281. Caccia alle difficoltà (ハント多難?, Hanto tanan) - 282. Senpai affidabili (頼れる先輩たち?, Tayoreru senpai-tachi) - 283. Incontro predestinato (出会いは必然?, Deai wa hitsuzen) - 284. Cuori giovani (若ものの心?, Wakamono no kokoro) - 285. Prendi il mio fazzoletto (ハンカチをキミに?, Hankachi o kimi ni) |                        |
| 33 | 6 luglio 2023 | ISBN 978-4-253-28333-5 |
| 33 | Capitoli (traduzioni letterali dei titoli) - 286. Dolci chiacchiere (スイーツな談義?, Suītsu na dangi) - 287. Fiducia e preoccupazione (期待と不安?, Kitai to fuan) - 288. Attraversare la linea (一線を越えて?, Issen o koete) - 289. Due settimane di separazione (別れの2週間?, Wakare no 2 shūkan) - 290. Ladies & Gentlemen (レディース&ジェントルマン?, Redīsu & Jentoruman) - 291. Facce corrispondenti (揃いの面々?, Soroi no menmen) - 292. Dance Dance Dance (ダンスダンスダンス?, Dansu Dansu Dansu) - 293. Stima (品定め?, Shinasadame) - 294. Ti ho preso (見つけた?, Mitsuketa) |                        |
| 34 | 7 settembre 2023 | ISBN 978-4-253-28334-2 |
| 34 | Capitoli (traduzioni letterali dei titoli) - 295. A proposito di sedili (席について?, Seki ni tsuite) - 296. Spine lancinanti (刺さる棘?, Sasaru toge) - 297. Serpente egoista (我がママな蛇?, Waga Mama na hebi) - 298. Il demone che odio (大嫌いなアイツ?, Daikirai na aitsu) - 299. Stanza per un'altra persona (あと1枠?, Ato 1 waku) - 300. 13° seggio (13番目の席?, 13 ban-me no seki) - 301. Colui che calpesta (踏み出す者?, Fumidasu mono) - 302. Il nome dell'eroe (英雄の名は?, Eiyū no na wa) - 303. La notte dell'illusione (幻夜?, Gen'ya) |                        |
| 35 | 7 dicembre 2023 | ISBN 978-4-253-28335-9 |
| 35 | Capitoli (traduzioni letterali dei titoli) - 304. Tu e io (僕も貴方も?, Boku mo anata mo) - 305. A te che non mi conosci (私のことを知らない貴方へ?, Watashi no koto o shiranai anata e) - 306. Scateniamoci (cerimonia di apertura) (解放?, Tēpu Katto) - 307. Sorridendo ai ricordi (思い出に笑って?, Omoide ni waratte) - 308. Sei un bambino (あなたは子供?, Anata wa kodomo) - 309. Il centro dell'attenzione (気になるあのヒト?, Ki ni naru ano hito) - 310. L'affermazione di un arciere (弓使い言い文?, Yumi tsukai ī bun) - 311. L'ira di un arciere (弓使いの怒り?, Yumi tsukai no ikari) - 312. Le parole che ho sempre voluto dire (ずっと言いたかった言葉?, Zutto itakatta kotoba) |                        |
| 36 | 7 febbraio 2024 | ISBN 978-4-253-28336-6 |
| 36 | Capitoli (traduzioni letterali dei titoli) - 313. Preparazione, il tuo nome è risolutezza (覚悟という心構え?, Kakugo to iu kokorogamae) - 314. La gioia della conversazione (貴方と話せる幸せに?, Anata to hanaseru shiawase ni) - 315. Noi siamo l'alleanza Boku!! (僕たち僕同盟‼?, Boku-tachi boku dōmei!!) - 316. Piacere di conoscerti (はじめまして?, Hajimemashite) - 317. Il nuovo insegnante Momonoki (prima parte) (新人教師 モモノキ 前編?, Shinjin kyōshi Momonoki zenpen) - 318. Il nuovo insegnante Momonoki (seconda parte) (新人教師モモノキ 後編?, Shinjin kyōshi Momonoki kōhen) - 319. Non dirlo a parole (言葉にしないで?, Kotoba ni shinaide) - 320. È......!! (だーーー‼︎?, Dā!!) - 321. Quindi eri tu (あなたでしたか?, Anata deshitaka)                                                                               |                        |
| 37 | 8 aprile 2024 | ISBN 978-4-253-28337-3 |
| 37 | Capitoli (traduzioni letterali dei titoli) - 322. Inizia la stagione balneare! (海開き?, Umi biraki) - 323. Le capacità di un signore (領主の力量?, Ryōshu no rikiryō) - 324. Sei mio (あなたは私の?, Anata wa watashi no) - 325. Mazzi di fiori e fiori in vaso (花束と鉢植え?, Hanataba to hachiue) - 326. L'amore dei genitori e un campo di fiori (親心と花畑?, Oyagokoro to hanabatake) - 327. Una persona fortunata (ぜいたくもの?, Zeitaku mono) - 328. Strumenti magici del terrore (恐怖の魔具研?, Kyōfu no maguken) - 329. Paura ed eccitazione (恐怖と興奮?, Kyōfu to kōufun) - 330. Un tesoro sprecato (持ち腐れた宝?, Mochigusareta takara) |                        |
| 38 | 7 giugno 2024 | ISBN 978-4-253-28338-0 |
| 38 | Capitoli (traduzioni letterali dei titoli) - 331. Emarginati (はぐれ者たち?, Haguremono-tachi) - 332. Non rifiutare (断らないで?, Kotowara naide) - 333. Ciò che voglio (欲しいもの?, Hoshī mono) - 334. Fetta di torta (朝メシ前?, Asameshi mae) - 335. Sanità o follia (正気か狂気か?, Shōki ka kyōki ka) - 336. Complici (共犯者たち?, Kyōhansha tachi) - 337. Premonizione (予感?, Yokan) - 338. Un ruscello fangoso di fiamme (燃えて濁流?, Moete dakuryū) - 339. Il grido di un creatore (創作者の叫び?, Kurieitā no sakebi) |                        |
| 39 | 6 settembre 2024 | ISBN 978-4-253-28339-7 |
| 39 | Capitoli (traduzioni letterali dei titoli) - 340. Prima di chiunque altro (誰よりも先に?, Dare yori mo saki ni) - 341. Una palma tesa (届く手のひら?, Todoku te no hira) - 342. Oltre il limite (限界の先へ?, Genkai no saki e) - 343. Non lasciarti andare (はなさない?, Hanasanai) - 344. Sarà la tua guida (ご案内します?, Go annai shimasu) - 345. Tre ospiti spensierati (お気楽3名様?, O kiraku 3 mei-sama) - 346. Giorno d'apertura (開館?, Kaikan) - 347. Benvenuti al museo d'arte Moebius (メビウス美術館へようこそ?, Mebiusu bijutsu-kan e yōkoso) - 348. Il duo più incredibile (高評価な2人組?, Kō hyōka na futari-gumi) |                        |
| 40 | 6 dicembre 2024 | ISBN 978-4-253-28340-3 |
| 40 | Capitoli (traduzioni letterali dei titoli) - 349. Dove conduce la gioia (喜びの行方?, Yorokobi no yukue) - 350. I riconoscimenti di ognuno (それぞれの花道?, Sorezore no hanamichi) - 351. Verso nuove terre!! (新天地へ‼︎?, Shin tenchi e!!) - 352. Qualcosa che voglio (ほしいもの?, Hoshī mono) - 353. Rispetto (あおぎみて?, Aogimite) - 354. Il re dei giochi mentali (盤外の王?, Ban-gai no ō) - 355. Ti seguirò (貴方についていく?, Anata ni tsuite iku) - 356. Verrò con te (ついてる、私?, Tsuiteru, watashi) - 357. Oltre la crescita (成長の先に?, Seichō no saki ni) |                        |
| 41 | 7 febbraio 2025 | ISBN 978-4-253-28341-0 |
| 41 | Capitoli (traduzioni letterali dei titoli) - 358. Kingmaker (キングメイカー?, Kingu Meikā) - 359. Un luogo in cui vuoi essere (居たい場所?, Itai basho) - 360. Un nuovo corpo (新しい軍団?, Atarashī gundan) - 361. Una voce inascoltata (きこえない声?, Kikoenai koe) - 362. Solo io lo so (私だけが知っている?, Watashi dake ga shitte iru) - 363. Verso il futuro che abbiamo trovato (見つけた未来へ?, Mitsuketa mirai e) - 364. Era un re che scarta (捨てる王あれば?, Suteru ō areba) - 365. Zanne esigenti (厳格なる牙?, Genkaku naru kiba) - 366. Dove la luce penetra (光が刺す場所?, Hikari ga sasu basho) |                        |
| 42 | 8 aprile 2025 | ISBN 978-4-253-28342-7 |
| 42 | Capitoli (traduzioni letterali dei titoli) - 367. Un nemico terribile (恐るべき敵?, Osorubeki teki) - 368. Convinzioni incrollabili (不屈の信念?, Fukutsu no shin'nen) - 369. I primi vagiti della nuova generazione (新世代の産声?, Shin sedai no ubugoe) - 370. Insieme un giorno (ともにいつか?, Tomo ni itsuka) - 371. Una pausa (ひといき?, Hito iki) - 372. La mia gioia (私の大好物?, Watashi no dai kōbutsu) - 373. Nuovo significato (新しいイミ?, Atarashī imi) - 374. Se lo sai, lo sai (知るヒトぞ知る?, Shiru hito zo shiru) - 375. Una ragazza normale (フツウの女の子?, Futsū no onnanoko) |                        |
| 43 | 6 giugno 2025 | ISBN 978-4-253-28343-4 |
| 43 | Capitoli (traduzioni letterali dei titoli) - 376. Un normale giorno libero (普通の休日?, Futsū no kyūjitsu) - 377. A te, il combattente (戦う君へ?, Tatakau kimi e) - 378. Side A (サイドA?, Saido A) - 379. Side B (サイドB?, Saido B) - 380. Il cerchio si chiude (一周まわって?, Isshū mawatte) - 381. Il ♥ di Clara (くららの ♥?, Kurara no ♥) - 382. Ricerca e salvataggio (見つけて助けて?, Mitsukete tasukete) - 383. Nelle profondità della tasca (ポケットの奥に?, Poketto no oku ni) - 384. Non guardare (みないで?, Minaide) |                        |
| 44 | 7 agosto 2025 | ISBN 978-4-253-28344-1 |
| 44 | Capitoli (traduzioni letterali dei titoli) - 385. Io e me (私とわたし?, Watashi to watashi) - 386. Condiviso da tre (さんぶんこ?, Sanbun ko) - 387. Il cerchio si chiude (一周まわって?, Isshū mawatte) - 388. Salpare (浸水?, Shinsui) - 389. Onde sottili (麗らかな波?, Uraraka na nami) - 390. La vera natura (本性?, Honshō) - 391. Abbastanza per annegare (溺れるほどに?, Oboreru hodo ni) - 392. Pronti, mirate, sparate (狙い撃ち?, Nerai uchi) - 393. Verso una nuova storia! (新たな歴史へ！?, Arata na rekishi e!) |                        |
| 45 | 8 ottobre 2025 | ISBN 978-4-253-00444-2 |

#### Capitoli non ancora in formatotankōbon
Questa lista è suscettibile di variazioni e potrebbe essere incompleta o non aggiornata.

- 394. Benvenuti ai grandi annali (偉大なる記録へようこそ?, Idai naru kiroku e yōkoso)
- 395. SS (SS?)
- 396. Solo un'abitudine (つい癖で?, Tsui kuse de)
- 397. Grande cattivo (大悪党?, Dai akutō)
- 398. Fare il salto (飛躍?, Hiyaku)
- 399. Preparato per questo (心の準備?, Kokoro no junbi)
- 400. Se ti prendo (捕まえたなら?, Tsukamaeta nara)
- 401. Molto non detto (多くは語らず?, Ōku wa katarazu)
- 402. Il raduno (出揃う者たち?, Desorō mono-tachi)
- 403. Un'esperienza emozionante per la prima volta (出揃う者たち?, Doki doki hatsu taiken)
- 404. Tu che porti via tutto (すべて奪っていくアナタ?, Subete ubatteiku anata)
- 405. Ballerai al mio ritmo (踊らされて?, Odorasarete)
- 406. Il mio obiettivo sei tu (目当てはアナタ?, Meate wa anata)
- 407. Parole sconsiderate (でまかせ?, Demakase)

### Makai no shuyaku wa wareware da!
| 1  | 8 giugno 2020 | ISBN 978-4-253-22268-6 |
| 1  | Capitoli (traduzioni letterali dei titoli) - 1. Shaoron della scuola dei demoni (悪魔学校のシャオロン?, Akuma gakkō no Shaoron) - 2. La nostra divisione (我々師団?, Wareware shidan) - 3. Evocare dei famigli! (求ム使い魔!?, Motome mu tsukai ma!) - 4. Centro di consulenza senza pietà (無慈悲なお悩み相談所?, Mujihina o nayami sōdansho) - 5. Operazione confessione del demone! (悪魔の告白大作戦!?, Akuma no kokuhaku dai sakusen!) - 6. Demone super malvagio (超凶悪なヤベー悪魔?, Chō kyōakuna yabē akuma) - 7. La turbolenta gara di volo (ぎすぎす飛行試験?, Gisugisu hikō shiken) - 8. Compagno di giochi (遊び相手?, Asobi aite) - 9. È un lavoro troppo duro (荒業すぎるやろ?, Arawaza sugiruyaro) |                        |
| 2  | 8 settembre 2020 | ISBN 978-4-253-22269-3 |
| 2  | Capitoli (traduzioni letterali dei titoli) - 10. Rosa soffice (ピンクのふわふわ?, Pinku no fuwafuwa) - 11. Il demone di nome Chino (チーノという悪魔?, Chīno to iu akuma) - 12. Incontriamoci in un sogno (夢の中で会いましょう?, Yume no nakade aimashō) - 13. Il lamento del maestro (大先生の嘆き?, Dai sensei no nageki) - 14. Formazione rivoluzionaria (革命的な猛特訓?, Kakumei-tekina mō tokkun) - 15. Dipartimento DDR del mondo demoniaco (魔界DDR部?, Makai DDR-bu) - 16. Grande Star (大スター?, Dai Sutā) - 17. Un misterioso incontro tra Moff e Ton (モフとトンの不思議な出会い?, Mofu to Ton no fushigina deai) - 18. Danni all'alimentazione (食害?, Shokugai) - 19. Accordo tra gentiluomini (紳士協定?, Shinshi kyōtei) - 20. Il maglione blu e il gioco del demone (青ニットと鬼ごっご?, Ao nitto to oni go ggo) |                        |
| 3  | 8 dicembre 2020 | ISBN 978-4-253-22270-9 |
| 3  | Capitoli (traduzioni letterali dei titoli) - 21. Prova di abilità atletica (アスレチック腕試し?, Asurechikku udedameshi) - 22. Il luogo a cui appartiene Zom (ゾムの居場所?, Zomu no ibasho) - 23. La modifica diabolica di Tonton (トントンの悪魔的編集?, Tonton no akuma-teki henshū) - 24. Il grande errore degli anziani (先輩組の大誤算?, Senpai-gumi no dai gosan) - 25. Non negherò nulla di ciò che arriva, non perdonerò nulla di ciò che se ne va (来るもの拒まず去るもの許さず?, Kuru mono kobamazu saru mono yurusazu) - 26. Il problema della moda infantile (問題児ファッション?, Mondaiji Fasshon) - 27. Con il nuovo insegnante ♪ (新任教師といっしょ♪?, Shin'nin kyōshi to issho ♪) - 28. Il nostro incontro (我々議会?, Wareware gikai) - 29. Un giro intorno ai batra (師団めぐりツアー?, Shidan meguri tsuā) - 30. I prescelti (導かれし者たち?, Michibikareshi monotachi) - 31. Il coraggioso Shaoron (勇者シャオロン?, Yūsha Shaoron)                                                                                 |                        |
| 4  | 8 marzo 2021 | ISBN 978-4-253-22273-0 |
| 4  | Capitoli (traduzioni letterali dei titoli) - 32. Un po' di ambizione (ちょっとした野望?, Chottoshita yabō) - 33. La selezione della divisione dei discepoli (弟分の師団選び?, Otōtobun no shidan erabi) - 34. Grande demone (ビッグな悪魔に?, Bigguna akuma ni) - 35. Touchdown (タッチダウン?, Tatchidaun) - 36. Non farti prendere (バレなきゃいいってことよ?, Barenakya ītte koto yo) - 37. Doki Maki Memorial (どぎ魔ぎメモリアル?, Dogi magi Memoriaru) - 38. Di più! Di più! Troppo! (もっと! モット! ぎすぎす?, Motto! Motto! Gisugisu) - 39. Piccolo ospite (小さなお客様?, Chīsana okyakusama) - 40. Miaoinstein di Shoppy (ショッ「ピ」のネ「コ」?, Shoppi no ne'ko') - 41. Promessa (約束?, Yakusoku) - 42. Giochiamo a sorrisi da macello (破顔殺法しーましょ?, Hagan sappō shi ̄masho) |                        |
| 5  | 8 aprile 2021 | ISBN 978-4-253-22274-7 |
| 5  | Capitoli (traduzioni letterali dei titoli) - 43. L'aspirazione di un Evidol (アクドルの憧憬?, Akudoru no dōkei) - 44. Giornalismo sui dementi della squadra Utsu (ウツ軍団の魔ーメン探訪?, Utsu gundan no ma ̄men tanbō) - 45. Nobile e dal sangue freddo (高潔にして冷血?, Kōketsu ni shite reiketsu) - 46. Il nostro ordine (我々の秩序?, Wareware no chitsujo) - 47. Klein Roboro (クライン・ロボロ?, Kurain Roboro) - 48. Demone razionale (合理的な悪魔?, Gōri-tekina akuma) - 49. Persona comprensiva (理解者?, Rikai-sha) - 50. Organizzazione perfetta (ぴったりの組織?, Pittari no soshiki) - 51. L'ascesa di Saburo (サブロー登り?, Saburō nobori) - 52. Il mio trucco (地雷メイク?, Jirai meiku) - 53. Il nostro diario delle attività (我々の活動日誌?, Wareware no katsudō nisshi) |                        |
| 6  | 6 agosto 2021 | ISBN 978-4-253-22275-4 |
| 6  | Capitoli (traduzioni letterali dei titoli) - 54. I pilastri del consiglio studentesco (生徒会の支柱?, Seito-kai no shichū) - 55. Argomento diabolico (悪魔的議論?, Akuma-teki giron) - 56. I nostri desideri (我々の欲望?, Wareware no yokubō) - 57. Alla ricerca di Muffuru per tremila leghe (まっふる求めて三千里?, Maffuru motomete sanzenri) - 58. Shiny del dipartimento della vita quotidiana (日常師団のシニー?, Nichijō shidan no Shinī) - 59. Sei fissato con la sorella Shiny? (シニー姉さんに首ったけ?, Shinī nē-san nikubittake) - 60. Non basta definirlo un grande successo (大成功って言えばいいってもんじゃない?, Taiseikō tte ieba ītte mon janai) - 61. Un partner chiassoso come un cavallino rampante (跳ね馬のように乱暴な相棒?, Hane-ba no yō ni ranbōna aibō) - 62. Shaoron si tinge di malvagità (悪に染まりしシャオロン?, Aku ni somarishi Shaoron) - 63. La distanza è difficile (距離感って難しい?, Kyori-kan tte muzukashī) - 64. Fuga dalla disperazione (絶望スケイプ?, Zetsubō Sukeipu)                     |                        |
| 7  | 8 novembre 2021 | ISBN 978-4-253-22278-5 |
| 7  | Capitoli (traduzioni letterali dei titoli) - 65. A parte (離ればなれ?, Hanarebanare) - 66. Il villaggio dei maiali che non credono ai demoni (悪魔不信のブタの里?, Akuma fushin no buta no sato) - 67. Tonton VS il demone lupo Zom (トントンvs魔狼ゾム?, Tonton vs ma ōkami Zomu) - 68. La chiamata del signore (主の呼びかけ?, Omo no yobikake) - 69. Uniti in mente e corpo (一心同体?, Isshin dōtai) - 70. L'orgoglio di Inma (淫魔の矜持?, Inma no kyōji) - 71. Mi divertirò con DDR!! (バビるぜ、DDR!!?, Babiru ze, DDR!!) - 72. Il dovere di uno studente è studiare (学生の本分は勉強です?, Gakusei no honbun wa benkyō desu) - 73. Imbrogliare, no. Assolutamente. (カンニング、ダメ。ゼッタイ。?, Kan'ningu, dame. Zettai.) - 74. Sprecare soldi è divertente! (無駄遣いって楽しい!?, Mudadzukai tte tanoshī!) - 75. Quando si parla di festa di chiusura, si pensa sempre a... (打ち上げといえばやっぱり?, Uchiage to ieba yappari)                                                                                              |                        |
| 8  | 7 gennaio 2022 | ISBN 978-4-253-22429-1 |
| 8  | Capitoli (traduzioni letterali dei titoli) - 76. Il tempo cambia il carattere (時はキャラを変える?, Toki wa kyara o kaeru) - 77. Lezioni integrative con il professor Burschenko!! (ブルシェンコ先生と補習!!?, Burushenko sensei to hoshū!!) - 78. La prova di coraggio nel mondo demoniaco (マカイノ肝試し?, Makaino kan tameshi) - 79. Chi c'è dietro di me? (後ろの正面だぁれ??, Ushiro no shōmenda ~are?) - 80. K.O.T.Y (K・O・T・Y?) - 81. Campeggio facile (ゆるくないキャンプ?, Yurukunai Kyanpu) - 82. La pianificazione è la cosa più divertente (予定決めが一番楽しい?, Yotei kime ga ichiban tanoshī) - 83. Benvenuti al Warota Park!! (ようこそワロターパークへ!!?, Yōkoso Warotā Pāku e!!) - 84. Una pausa fugace (束の間の休息?, Tsukanoma no kyūsoku) - 85. La rivoluzione di Gruppen (グルッペンの革命?, Guruppen no kakumei) - 86. Va bene, allora (よろしい、ならば?, Yoroshī, naraba) - 87. È una guerra divertente e piacevole!! (楽しい楽しい戦争だ!!?, Tanoshī tanoshī sensōda!!)                                     |                        |
| 9  | 7 aprile 2022 | ISBN 978-4-253-22430-7 |
| 9  | Capitoli (traduzioni letterali dei titoli) - 88. La divisione sopra i fiori (花より師団?, Hana yori shidan) - 89. Riunitevi! La casa di Pikuto! (集まれ! ピクトはうす!?, Atsumare! Pikuto wa usu!) - 90. I demoni che si classificano tra di loro (格付けしあう悪魔たち?, Kakudzuke shi au akuma-tachi) - 91. Quello che amo di più è il seme del demone segreto (大好きなのは秘魔悪の種?, Daisukina no wa hi maaku no tane) - 92. Anche le cose nel mondo dei demoni dipendono dal denaro (魔界の沙汰も金次第?, Makai no sata mo kin shidai) - 93. La persona che cerca di compiacere tutti è bloccata in ogni direzione (八方美人は八方塞がり?, Happōbijin wa happōfusagari) - 94. Uno scorcio di ambizione (野望の片鱗?, Yabō no henrin) - 95. Il prescelto è... (選ばれたのは?, Eraba reta no wa) - 96. Eri quel tipo di persona, vero? (君はそういうやつだったんだな?, Kimi wa sōiu yatsudatta nda na) - 97. Punta e chiama! (指差し確認ヨシ!?, Yubisashi kakunin yoshi!) - 98. Ambizione immutabile (変わらない野望?, Kawaranai yabō) |                        |
| 10 | 8 agosto 2022 | ISBN 978-4-253-22432-1 |
| 10 | Capitoli (traduzioni letterali dei titoli) - 99. Non riconosco un finale felice (大団円なんて認めない?, Daidan'en nante mitomenai) - 100. È il capitolo 100! Tutti riuniti! (100話だヨ! 全員集合?, 100-wada yo! Zen'in shūgō) - 101. Sabaton (サバトン?, Sabaton) - 102. Demone intelligente (インテリジェンスな悪魔?, Interijensu na akuma) - 103. Riuscirai a pronunciare il nome del mostro? (魔獣言えるかな??, Majū ieru ka na?) - 104. I pittori del mondo dei demoni (魔界の画伯たち?, Makai no gahaku-tachi) - 105. Bachikon!! (ばちこん!!?, Bachikon!!) - 106. La rapsodia del Sabbath urbano (街サバト狂詩曲?, Machi Sabato kyōshikyoku) - 107. La scelta di Emil il maschio (漢エーミールの選択?, Kan Ēmīru no sentaku) - 108. OSSERVANDO il Sabbath urbano con gioia (街サバトウキウキWATCHING?, Machi Sabato ukiuki WATCHING) - 109. Sabbath Master (サバトマスター?, Sabato Masutā) |                        |
| 11 | 6 ottobre 2022 | ISBN 978-4-253-22434-5 |
| 11 | Capitoli (traduzioni letterali dei titoli) - 110. Shoppy si è alzato (ショッピが立った?, Shoppi ga tatta) - 111. Doki Maki Memorial 2 (どぎ魔ぎメモリアル 2?, Dogi magi Memoriaru 2) - 112. Puoi amare il tuo prossimo? (隣人を愛せるか?, Rinjin o aiseru ka) - 113. Informazioni sul gioco di Zom (ゾムのゲーム事情?, Zomu no Gēmu jijō) - 114. Vita all'ingrasso (デブ活?, Debu katsu) - 115. Iniezione di energia! Festival del raccolto (気合注入! 収穫祭?, Kiai chūnyū! Shūkaku-sai) - 116. Notizie sugli insetti (虫の知らせ?, Mushi no shirase) - 117. "Mangia molto" (「いっぱいお食べ」?, 'Ippai o tabe') - 118. Un demone con il sedere in alto (尻上がりな淫魔?, Shiriagari na inma) - 119. Tristezza affilata (ウツよ尖れ?, Utsu yo togare) - 120. Le cicatrici sono medaglie (傷痕は勲章?, Kizuato wa kunshō) |                        |
| 12 | 8 dicembre 2022 | ISBN 978-4-253-22435-2 |
| 12 | Capitoli (traduzioni letterali dei titoli) - 121. Per favore! Premio! (プリーズ! 景品!?, Purīzu! Keihin!) - 122. L'apprendimento è gioia (学びとは喜び?, Manabi to wa yorokobi) - 123. Incontro con i famigli (使い魔ミーティング?, Tsukai ma Mītingu) - 124. Noi siamo la banda dei ladri magici! (我々魔怪盗団参上!?, Wareware makaitō-dan sanjō!) - 125. "Operazione scherzi grandiosi!!" (「イタズラ大作戦!!」?, `Itazura dai sakusen!!') - 126. Non si possono agitare le maniche che non ci sono (無い袖は振れない?, Nai sode wa furenai) - 127. Ciò che non si vede diventa desiderabile (見えない方が見たくなる?, Mienai kata ga mitaku naru) - 128. Preparasi per il giorno prima è la cosa più divertente (前日準備が一番楽しい?, Zenjitsu junbi ga ichiban tanoshī) - 129. Assassini divertenti (ばらばら分断作戦?, Omoshiroi shikaku-tachi) - 130. Operazione di divisione dispersiva (ばらばら分断作戦?, Barabara bundan sakusen) - 131. Due ragazzi ribelli (暴れん坊ふたり?, Abarenbō futari)                                |                        |
| 13 | 8 marzo 2023 | ISBN 978-4-253-28383-0 |
| 13 | Capitoli (traduzioni letterali dei titoli) - 132. Gravità magica dispersiva (魔重力ばらばら?, Majūryoku barabara) - 133. (旅は道連れ?, Tabi wa michidzure) - 134. Il viaggio è più facile con compagni (皆さんご注目?, Minasan go chūmoku) - 135. La magia di Toifel (トイフェルの魔術?, Toiferu no majutsu) - 136. Va bene, tutto a posto (もう、大丈夫?, Mō, daijōbu) - 137. La banda di persone che stanno bene (ワいてる連中?, Waite ru renchū) - 138. Osservatore (観測者?, Kansokusha) - 139. Guardami (おれを見ろ?, Ore o miro) - 140. Questa abilità di famiglia (この家系能力は?, Kono kakei nōryoku wa) - 141. Essere più avidi (もっと欲深く?, Motto yokubukaku) - 142. Parole dolci (甘言?, Kangen) |                        |
| 14 | 8 giugno 2023 | ISBN 978-4-253-28384-7 |
| 14 | Capitoli (traduzioni letterali dei titoli) - 143. Fai attenzione a scavare le patate dolci (お芋掘りにご用心?, O imo hori ni goyōshin) - 144. Ninna nanna (ねんねん念ころり?, Nennen nen korori) - 145. Non vorresti andare nel mondo dei sogni? (夢の中へ行ってみたいと思いませんか?, Yume no naka e itte mitai to omoimasen ka) - 146. Per favore, aspettatevi qualcosa (ご期待ください?, Go kitai kudasai) - 147. Il vento gelido che soffia (吹きすさぶ木枯し?, Fukisusabu kogarashi) - 148. Cosa intendi? (なんということでしょう?, Nanto iu kotodeshou) - 149. Grande battaglia nel sottotetto (天井裏の大攻防?, Tenjōura no dai kōbō) - 150. Consulenza sui problemi di Roboro (Roboroのお悩み相談?, Roboro no o nayami sōdan) - 151. Malvagia grande esplosione (悪しき大爆撃!!?, Ashiki dai bakugeki!!) - 152. Accendere la miccia (導火線に火をつけて?, Dōkasen ni hi o tsukete) - 153. Tecnica di montaggio in stile Utsu (ウツ流マウント術?, Utsu-ryū maunto-jutsu)                                                             |                        |
| 15 | 7 settembre 2023 | ISBN 978-4-253-28385-4 |
| 15 | Capitoli (traduzioni letterali dei titoli) - 154. Ritorno alla natura di Tonton (トントンの野生還り?, Tonton no yasei kaeri) - 155. Il magazzino alimentare del mondo dei demoni (魔界の食物庫?, Makai no shokumotsu-ko) - 156. Intensa battaglia d'asta!! (白熱! 競り合戦!!?, Hakunetsu! Seri gassen!!) - 157. Attenzione alla offerte elevate (高額入札にご用心?, Kōgaku nyūsatsu ni goyōshin) - 158. Operazione di infiltrazione (潜入作戦?, Sennyū sakusen) - 159. La qualità prima di tutto!! (品質第一!!?, Hinshitsu daiichi!!) - 160. La mossa del patrono (パトロンの一手?, Patoron no itte) - 161. Una difficoltà se ne va e un'altra arriva (一難去ってまた一難?, Ichinan satte mata ichinan) - 162. È delizioso (おいしくて?, Oishikute) - 163. Mi piace il lato del cattivo (ヘタの横好き?, Heta no yokozuki) - 164. Sarà pazzesco! (ゴチになります!?, Gochi ni narimasu!) |                        |
| 16 | 7 dicembre 2023 | ISBN 978-4-253-28386-1 |
| 16 | Capitoli (traduzioni letterali dei titoli) - 165. Integrità e onestà!? Ispezione a sorpresa (清廉潔白!? 抜き打ち検査?, Seiren ketsupaku!? Nukiuchi kensa) - 166. Un giorno lavoro di Shaoron (シャオロンの1日アクバイト?, Shaoron no 1-nichi akubaito) - 167. Il Death Game del mondo dei demoni (魔界のデスゲーム?, Makai no Desu Gēmu) - 168. Esperienza del torturatore dei sogni (悪夢の拷問官体験?, Akumu no gōmonkan taiken) - 169. Moda della vergogna demoniaca (悪魔的恥じらいファッション?, Akuma-teki hajirai Fasshon) - 170. Loop & Loop (ループ&ループ?, Rūpu & Rūpu) - 171. Il peggiori risveglio (最悪の寝覚め?, Saiaku no nezame) - 172. Il bambino demoniaco Roboro (鬼の子ロボロ?, Oni ni ko Roboro) - 173. Voglio aiutarti (助けてあげたい?, Tasukete agetai) - 174. Al solito posto (いつもの場所へ?, Itsumo no basho e) - 175. Bentornato (おかえり?, Okaeri) |                        |
| 17 | 7 febbraio 2024 | ISBN 978-4-253-28387-8 |
| 17 | Capitoli (traduzioni letterali dei titoli) - 176. La grande avventura del famiglio (使い魔たちの大冒険?, Tsukaimatachi no daibōken) - 177. Il derby homerun di Chino (チーノのホームランダービー!!?, Chīno no Hōmuran Dābī!!) - 178. Punta all'home run della vittoria! (目指せ! サヨナラホームラン?, Mezase! Sayonara Hōmuran) - 179. La festa dei famigli magici (魔メモンパーティー?, Mamemon Pātī) - 180. La moto fai da te del demone (悪魔のDIYバイク?, Akuma no DIY Baiku) - 181. Futuro avaro (強欲な未来?, Gōyokuna mirai) - 182. Vacanza tumultuosa (波乱のバカンス?, Haran no Bakansu) - 183. Il pirata triste (悲しい海賊?, Kanashī kaizoku) - 184. Combattimento serio (本気の殺り合い?, Honki no yari ai) - 185. Perché ho degli amici (仲間がいるから?, Nakama ga irukara) - 186. I nuovi segreti della nostra divisione (新・我々師団の秘密?, Shin wareware shidan no himitsu) |                        |
| 18 | 7 giugno 2024 | ISBN 978-4-253-28388-5 |
| 18 | Capitoli (traduzioni letterali dei titoli) - 187. L'amico che cercavo (求めた仲間は?, Motometa nakama wa) - 188. Ricordi del festival musicale (音楽祭の思い出?, Ongakusai no omoide) - 189. Magia del grido assoluto!! (絶叫魔ペラ!!?, Zekkyō ma pera!!) - 190. Ricordi odiosi (忌々しい思い出?, Imaimashī omoide) - 191. La dieta di Tonton (トントンのダイエット?, Tonton no Daietto) - 192. Il derby dei compiti di Utsu (ウツの宿題ダービー?, Utsu no shukudai Dābī) - 193. La band del caos (混沌バンド?, Konton Bando) - 194. La canzone del curry (カレーのうた?, Karē no uta) - 195. Ton e Shaoron (トンとシャオロン?, Ton to Shaoron) - 196. Il famiglio di Shaoron (シャオロンの使い魔?, Shaoron no tsukai ma) - 197. Soluzione ottimale (最適解?, Saiteki kai) |                        |
| 19 | 6 settembre 2024 | ISBN 978-4-253-28389-2 |
| 19 | Capitoli (traduzioni letterali dei titoli) - 198. Ricognizione (偵察?, Teisatsu) - 199. Sondaggio d'opinione (聞き取り調査?, Kikitori chōsa) - 200. Compagni di classe, tutti protagonisti (クラスメイト、全員主役?, Kurasumeito, zen'in shuyaku) - 201. DRPG (DRPG?) - 202. Senpai gentile (やさしい先輩?, Yasashī senpai) - 203. La persona giusta al momento giusto (適材適所?, Tekizai tekisho) - 204. Test Play (テストプレイ?, Tesuto Purei) - 205. Iniziamo l'allenamento speciale!! (特訓始めます!!?, Tokkun hajimemasu!!) - 206. Risultato eccellente!? (仕上がり上々!??, Shiagari jōjō!?) - 207. L'esperienza del festival musicale dei famigli (使い魔たちの音楽祭体験?, Tsukai ma-tachi no ongaku-sai taiken) - 208. Domani è il giorno della verità!! (明日が本番!!?, Ashita ga honban!!) - 209. Chi si diverte, vince (楽しんだ者勝ち?, Tanoshinda mono gachi) |                        |
| 20 | 6 dicembre 2024 | ISBN 978-4-253-28390-8 |
| 20 | Capitoli (traduzioni letterali dei titoli) - 210. Eccoci qui!! (いざ参る!!?, Iza mairu!!) - 211. Gruppo C ~Insieme del caos~ (C組～混沌合奏～?, C-gumi ~Konton gassō~) - 212. Che importa? (知ったこっちゃねぇ?, Shitta ko tcha nē) - 213. L'inizio (幕開け?, Makuake) - 214. Classe D ~La chiamata dello spirito sonoro~ 1 (D組～音霊の呼び声～ 1?, D-gumi ~Ontama no yobigoe~ 1) - 215. Classe D ~La chiamata dello spirito sonoro~ 2 (D組～音霊の呼び声～ 2?, D-gumi ~Ontama no yobigoe~ 2) - 216. Classe D ~La chiamata dello spirito sonoro~ 3 (D組～音霊の呼び声～ 3?, D-gumi ~Ontama no yobigoe~ 3) - 217. Classe D ~La chiamata dello spirito sonoro~ 4 (D組～音霊の呼び声～ 4?, D-gumi ~Ontama no yobigoe~ 4) - 218. Classe D ~La chiamata dello spirito sonoro~ 5 (D組～音霊の呼び声～ 5?, D-gumi ~Ontama no yobigoe~ 5) - 219. Guardando indietro (振り返り?, Furikaeri) - 220. I pensieri di ogni persona (それぞれの想い?, Sorezore no omoi)                                                                                   |                        |
| 21 | 7 febbraio 2025 | ISBN 978-4-253-28391-5 |
| 21 | Capitoli (traduzioni letterali dei titoli) - 221. Discussione post-spettacolo (感想戦?, Kansō-sen) - 222. Sfida Roborovski (ロボロフスキーの挑戦?, Roborofusukī no chōsen) - 223. Salire di grado! (位階を上げろ!?, Ikai o agero!) - 224. Voto finale (最終評定?, Saishū hyōtei) - 225. La recensione di Johnny (ジョニーの審査?, Jonī no shinsa) - 226. L'approvazione del consiglio studentesco (生徒会のお墨付き?, Seitokai no osumitsuki) - 227. Torneo di arti marziali familiari ~Ci saranno anche degli spuntini ♪~ (使い魔大武闘会～おやつもあるよ♪～?, Tsukai ma dai butō-kai ~ o yatsu mo aru yo ♪~) - 228. Ci sono tutti i giocatori!! (役者は揃った!!?, Yakusha wa sorotta!!) - 229. Un inizio turbolento (波乱の幕開け?, Haran no makuake) - 230. Corsa feroce! Staffetta 666m (激走! 666mリレー?, Gekisō! 666 M rirē) - 231. Sfrutta al meglio i tuoi punti di forza!! (持ち味を生かせ!!?, Mochiaji o ikase!!) |                        |